# 에우튀프론
《에우튀프론》(그리스어: Ευθύφρων)은 플라톤의 초기 대화편으로, 저술 시기는 기원전 399년 이후이다. 소크라테스의 재판을 앞두고, 자신이 경건함에 대해 잘 알고 있다고 주장하는 에우튀프론과 소크라테스가 대화를 나눈다는 내용이다. 이 책의 주제는 '경건함'에 대한 것이다. 당시 그리스에는 다섯 가지 덕목들이 있었는데 그 가운데 하나가 경건함이었다. 다른 것들은 정의, 절제, 용기 그리고 지혜였다. 담화식으로 서술되어 있다.

## 배경

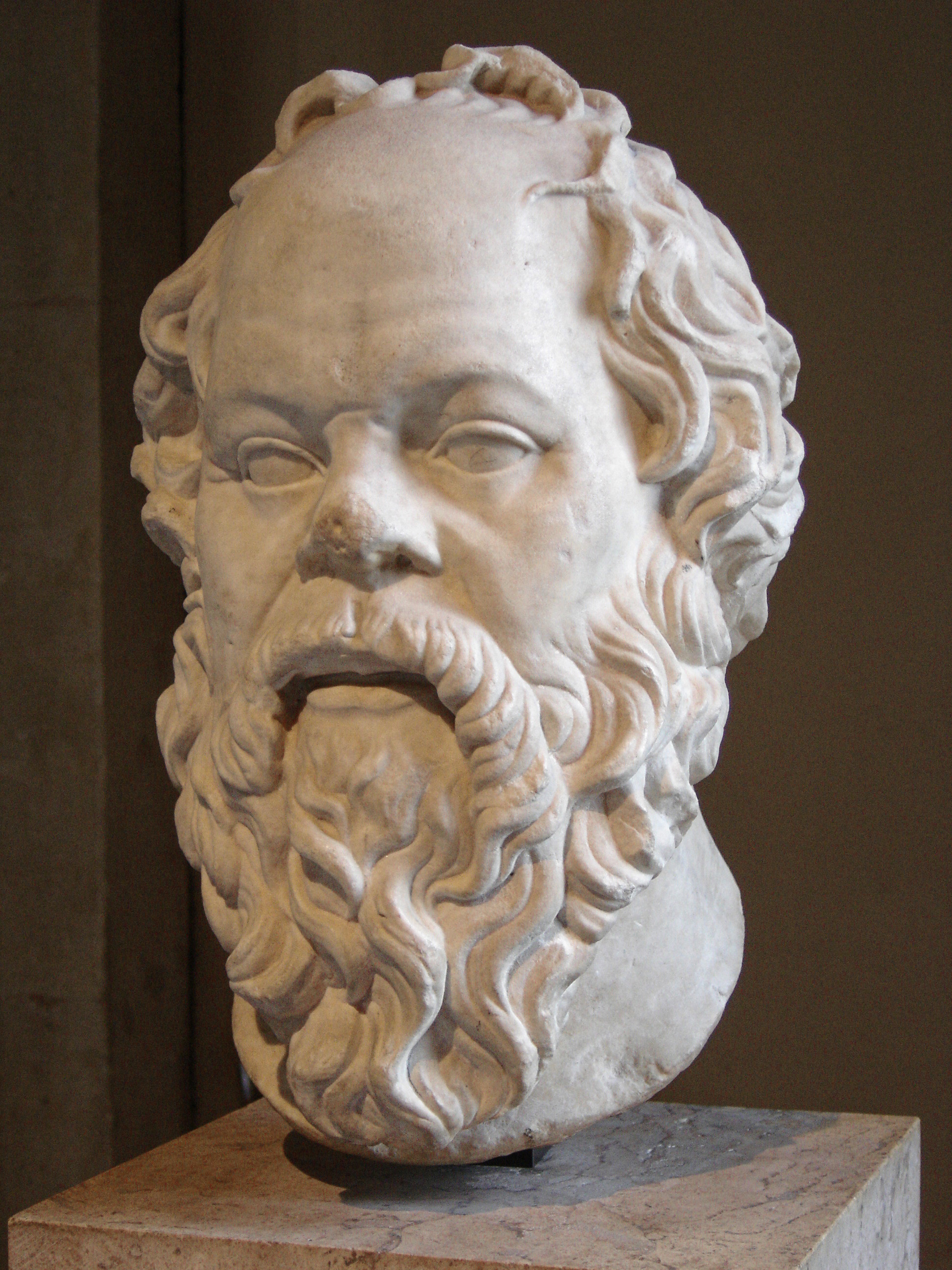
소크라테스. 루브르 박물관에 있는 로마 시대 대리석상.

소크라테스와 에우튀프론은 각자 재판을 앞두고 예비 기소로 바실레우스 아르콘 법정에 온 사람으로, 법정 근처에서 우연히 두 사람이 서로 만나면서 대화편이 전개된다.
에우튀프론은 아버지를 살인죄로 고발하였다. 그의 아버지가 부리던 머슴이 아버지의 낙소스 토지에 속한 노예를 죽이자, 아버지가 그를 결박한 채 율법 해석자에게 처결을 묻고자 기다리며 제대로 돌보지 않아 죽게 놔 두었기 때문이었다. 소크라테스는 아테나이 법에 살해당한 사람의 친척 만이 살인 혐의를 고소할 수 있을 정도인데, 그렇게 심각한 일로 자기 아버지를 법정에 세우는 사람의 확신에 대해 놀라움을 표한다. 에우튀프론은 아무렇지 않아 하며 종교적/윤리적 문제에 대한 자신의 판단을 확신한다. '소크라테스식 비꼬기'로 그는 에우튀프론이 분명히 경건함(τὸ ὅσιον )과 경건하지 않음(τὸ ἀνόσιον)이 무엇인지 분명히 알고 있다고 말한다. 소크라테스 자신은 불경죄 혐의로 고발당한 터라 그는 에우튀프론에게 한 수 가르쳐 줄 것을 희망하며 이는 자신의 재판에서 변호하는 데 유리할 것이라고 말한다.
에우튀프론은 소크라테스가 멜레토스와 다른 고발자들에게 고발당한 이면에는 소크라테스가 다이몬(신적인 계시)에게서 여러 행동에 대해 계시를 받는다고 주장한 것 때문이라고 말한다. 많은 아테나이 사람들의 시각으로는 무척 의심스러운 것이나, 소크라테스는 그리스 신들에 대한 주요 이야기에 대해 비판적인 시각을 드러내는데, 주된 토론에 들어가기 앞서 두 사람은 이 문제를 놓고 잠시 논의하였다. 소크라테스는 신들의 잔인함이나 변덕이 등장하는 그런 이야기에 대해 회의를 표한다. 그는 초기 천상의 신 우라노스가 아들 크로노스에게 거세당한 이야기를 언급하며 이런 내용은 도저히 받아들이기 어렵다고 말한다.
에우튀프론은 이보다 더 놀라운 이야기들도 말할 수 있다고 주장하지만 이내 신들에 대한 전통적인 시각을 옹호하는 데 시간이나 노력을 크게 들이지 않는다. 대신 소크라테스가 에우튀프론에게 '경건함'을 정의(定意)하도록 압박하면서 그의 무지에 직면하게끔 하면서 당면한 문제에 바로 접근한다. 그러나 에우튀프론이 경건함을 정의할 때마다 소크라테스는 재빨리 논변에서 치명적인 결함을 찾아낸다.
대화편이 끝날 즈음에 에우튀프론은 자신의 각 정의가 실패했음을 받아들여야 하는 처지가 되지만, 그는 이를 고치기보다는 가야 할 시간이라며 핑계를 대며, 소크라테스는 소크라테스식 비꼬기의 고전적인 예로서 대화편을 끝낸다. 에우튀프론은 두 발로 스스로 설 수 있는 정의를 내리지 못하였으므로 그는 소크라테스에게 경건함에 대해 아무것도 가르치지 못했으며, 그리하여 소크라테스는 재판에서 자기 변론을 위한 도움을 받지 못했다는 것이다.

## 논변
이 대화편에서 논변은 주로 "구분을 통한 정의"에 기초를 두고 있다. 소크라테스는 에우튀프론이 '경건함'이라는 낱말의 다른 정의를 둔 뒤 정의를 도출하도록 몰고 있다. 그가 바라는 바는 에우튀프론이 소크라테스에게 "경건함이란 무엇인가"는 질문의 대답을 가르치기 위한 기초로서 분명한 정의를 이용하는 것인데, 소크라테스는 이를 통해 자신의 불경죄 혐의의 변론에 이용할 수 있을 것이라고 명목상의 이유를 댄다. 소크라테스는 경건함은 보편적인 참이라는 정의를 원하는 것이 분명하다. 그것은 어떤 것이 경건한지 경건하지 않은지를 판단하기 위해서 모든 행동을 계량할 수 있는 척도가 될 것이다. 또 보편성을 얻기 위해서 정의는 정의되는 것의 본질이 무엇인지를 부류, 종류, 종차의 측면에서 나타내야 함은 물론이다.

### 첫 번째 정의
에우튀프론은 경건함이란 지금 자신이 자신의 아버지를 상대로 하는 것처럼, 사람을 죽이거나 성물(聖物)을 훔치는 따위를 기소하는 것이라고 정의한다.(5d~6c) 그러나 소크라테스는 이것이 경건함의 정의가 아니라 경건함의 한두 가지 사례에 불과하다고 논박한다. 그는 자신의 물음이 그런 경건함의 사례가 아니라 경건한 것을 경건하게 해주는 특성 그 자체라고 환기시킨다.(6c~e)

### 두 번째 정의
에우튀프론은 두 번째로 경건함이란 신의 사랑을 받는 것이라고 정의한다. (6e~9c) 소크라테스는 이 정의가 일반적인 형태를 갖추고 있다는 점에서 칭찬한다. 그러나 '사랑받는 것'에 대해 신들이 의견 차이가 있다는 비판을 가한다. 즉 어떤 행위를 놓고 신들이 의견 불일치로 논쟁을 벌인다면 이것은 경건한 동시에 경건하지 않은 것이 된다는 것으로 논리적으로 불가능한 상황이 돼버린다.(8a) 에우튀프론은 누군가를 부당하게 죽인 사람을 벌주어서는 안된다고 주장할 신은 없을 것이라며 소크라테스의 비판을 반박하려 한다.(b) 하지만 소크라테스는 그 살인에 어느 정도의 정당함이 있었는지에 대해 논쟁의 여지가 있으며, 따라서 동일한 행위가 경건한 동시에 불경건할 수도 있다고 반박한다. 결국 에우튀프론의 정의는 타당한 정의가 될 수 없게 된다.

### 세 번째 정의
에우튀프론은 두 번째 정의(9e)를 약간 고쳐서 소크라테스의 반론을 극복하려고 한다. 그의 세 번째 정의는 다음과 같다. "모든신이 사랑하는 것이 경건한 것이며, 모든 신들이 싫어하는 것이 경건하지 않은 것이다." 이때 소크라테스는 "경건한 것이 신의 사랑을 받는 것은 그것이 경건하기 때문인가? 아니면 그것이 신의 사랑을 받기 때문에 경건한 것인가?"(10a)라는 중요한 질문을 던져 "에우튀프론의 딜레마"를 제시한다. 소크라테스는 자신의 전형적인 방식인 유비 또는 비교를 이용하여 자신의 질문을 좀 더 분명하게 드러내고, 에우튀프론으로 하여금 우리가 운반되는 것은 그것이 운반되기 때문에 "운반되는" 것이라고 부르는 것이지, 여기에 "우리가 운반된다"고 부르는 본성적인 성질이 있기 때문은 아니라는 데 동의케 한다. 즉 운반된다는 것은 운반되는 사물의 본질적인 성질이 아니라, 운반되는 '상태'라는 것이다. 경건함의 경우도 마찬가지로, 만약 "신의 사랑을 받는 것"을 정의하려면, 신의 사랑을 받는 여러 가지 이유가 있겠으나 단지 사랑을 받기 때문은 아닌데, 따라서 누군가가 그것을 사랑한다는 것이 어떤 행동을 경건하게 해주지는 않는다. 여기서 사랑한다는 것은 반드시 어떤 행동이 경건하다는 인식 다음으로 나오지, 반대로 될 수는 없다. 그러므로 경건함은 시간적으로나 논리적으로나 사랑받기 전에 나오는데, 에우튀프론의 정의에서는 반대로 말하고 있다. 따라서 에우튀프론의 세 번째 정의에도 심각한 결함이 있는 것이다.
오늘날의 독자가 읽기에 이 논변 부분(10a~11a)은 매우 복잡하다. 그러나 당시에는 '수동태'와 같은 문법 요소와 같은 용어가 없었기 때문에 이런 식으로 써야 할 수밖에 없었다. 소크라테스는 '수동태'라는 용어를 써서 자신의 논변을 간명하게 쓰지 않았다. 또 그는 이러한 구분('상태' 및 '2차적 본질'이라는 간단한 표현으로 구분할 수 있다)을 매우 정확하게 밝힐 수 있는 아리스토텔레스의 범주를 참조할 수 없었다. 그래서 소크라테스는 그 대신 '운반되다', '사랑받다', '보이다'와 같은 예시를 통해 설명하였다.
자신의 논변이 순환 논증이 됨을 아직 깨닫지 못한 에우튀프론은 이때 신은 무언가를 사랑하는 것은 그것이 경건하기 때문이라는 데 동의해버린다. 소크라테스는 모든 신이 일치하여 사랑하는 것은 단지 경건함의 결과물이라고 주장하는데, 그것은 정의되는 성질의 일부가 아니다. 그것은 경건함의 본질, 즉 경건함 그 자체는 무엇인가를 정의하지 않았으며, 경건함의 개념을 제공하지도 않으므로 이것은 '경건함'의 보편적인 정의가 될 수 없다.

### 네 번째 정의
논의가 후반부로 넘어가면서 소크라테스 자신이 경건함의 정의를 제안하는데,(12d) 즉 "경건함은 '올바른 것'의 종개념이다"라는 것이다. 그러나 그는 유개념과 종개념의 차이에 대해 관찰과 질문 두 가지를 통해 이 부분을 논의한다. 그러나 그가 얼마 안되어 다시 지적하겠지만, 이것은 충분한 정의가 아닌데, 경건함은 우리가 '올바르다' 또는 도덕적으로 '선하다'고 부르는 행위에 속하기 때문이다. 우리가 올바르다 또는 도덕적으로 선하다고 이르는 것은 경건함 말고 다른 것도 있는데(12d) 가령 용감함, 타인에 대한 보살핌 등이 바로 그것이다. 소크라테스가 묻는 것처럼, 우리가 올바르다고 이르는 여타 모든 행위들과 경건함이 구별되게 하는 것은 무엇인가? 여기서 우리는 단지 우리가 그렇게 믿는다는 이유로 아무것이나 정의를 내릴 수 없으며, 이를 증명해야 한다.

### 에우튀프론의 답변
그러자 에우튀프론은 경건함이란 신에 대한 보살핌(13b)이라고 제안하는데, 소크라테스는 '보살핌'이란 말을 에우튀프론이 동의한대로 일반적인 의미에서 쓴다면, 누군가 경건한 행동을 했을 때 이로써 신 가운데 누군가를 더 좋게 한다는 뜻이라고 반론을 제시하며, 여기서 신이 싫어할 '오만함'이라는 위험한 예를 든다.(13c) 에우튀프론은 보살핌에는 '봉사'의 의미도 있다고 주장한다. 소크라테스가 경건함의 최종 결과물이 무엇이냐고 묻자, 에우튀프론은 결국 앞선 주장으로 되돌아가 '경건함은 모든 신의 사랑을 받는 것'이라고 주장하게 돼버린다.(14b)

### 마지막 정의
에우튀프론은 다른 정의를 내놓는데, 경건함이란 제물을 바치거나 예배를 드리는 방식이라는 것이다. 그는 경건함의 의미를 교환에 대한 지식의 형태로 제시하는데, 즉 신에게 제물을 바치고 그에 따른 보상을 요구하는 것이다.(14e) 소크라테스는 "교환의 지식"이란 일종의 거래술이라고 밝히며, 에우튀프론을 재촉하여 인간에게서 제물을 받은 신이 무슨 혜택을 입는 지 말하게끔 한다.(14e) 에우튀프론은 제물이 그저 물건이 아니라, '명예, 존경, 호의'이라고 반박한다.(15a) 그러나 그가 받아들이듯 경건함이란 엄밀히 말해 신이 사랑하는 것과 관련이 있다. 논의는 결국 순환 논변으로 끝나버린다. 에우튀프론은 다른 일이 있다면서 자리를 피해 버린다.

## 같이 보기
- 신명론
- 변증법

## 읽어보기
- 《에우티프론, 소크라테스의 변론, 크리톤, 파이돈 - 플라톤의 네 대화편》, 박종현(옮김), 서광사, 2003.
- 《에우튀프론 - 원제 Euthyphron 정암학당 플라톤 전집 20》, 강성훈(옮김), 이제이북스, 2018.